# The Kid (film, 2019)
Pour les articles homonymes, voir The Kid.
Pour plus de détails, voir Fiche technique et Distribution.

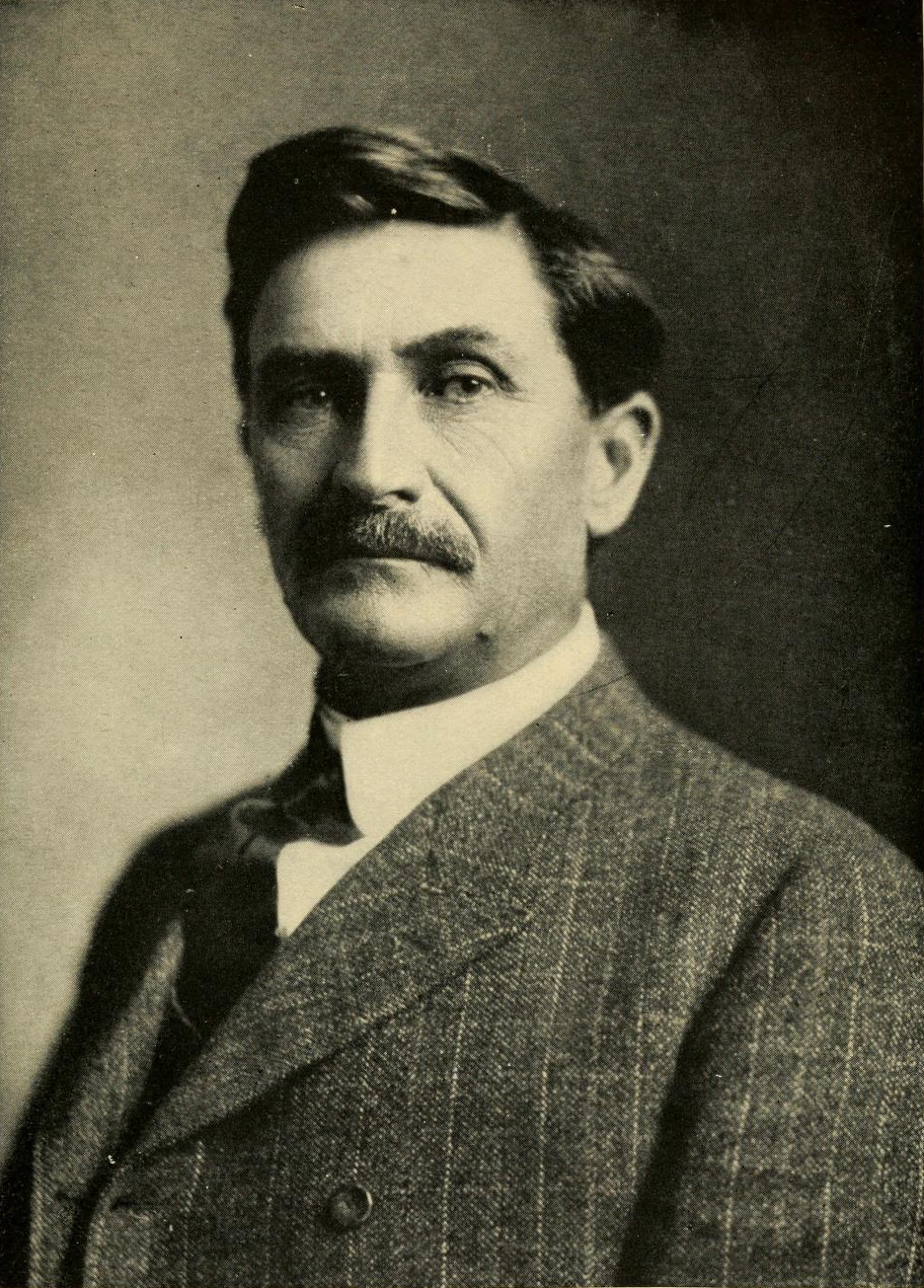
Portrait de Pat Garrett

The Kid ou Billy le Kid au Québec est un western américain réalisé par Vincent D'Onofrio et sorti en 2019.

## Synopsis
Le jeune Rio tue son père alors que ce dernier était en train de battre à mort sa mère. Il prend la fuite avec sa sœur, afin d'échapper à la furie vengeresse de son oncle, et croise la route de Billy the Kid et ses complices, avant qu'ils ne soient capturés par Pat Garett. La sœur, Sara, invente une histoire de peur que son petit-frère ne soit pendu pour meurtre. Elle convainc Garett de les prendre avec lui jusqu'à Santa Fe pour retrouver une amie. Chemin faisant, Rio s'attache de plus en plus à Billy que rien ne semble effrayer, pas même sa propre mort.
Mais l'oncle est arrivé avant eux à Santa Fe, et capture Sara pour en faire une prostituée. Rio part à sa recherche, et rejoint Billy dans la prison de Lincoln, car un ancien complice, Dave, lui a appris que Billy savait où elle se trouvait. Billy réussit à s'échapper et emmène Rio avec lui, lui ayant promis de l'aider, mais il tarde à réaliser sa promesse, et une fois encore il est rattrapé par Pat Garett qui le tue. Rio décide alors d'avouer toute la vérité à Patt Garett et lui demande de l'aider à retrouver sa sœur. Le shérif accepte, et après un affrontement final sanglant, Rio peut partir avec sa sœur, Garett lui rappelant que ce qui compte n'est pas tant ce qu'on a fait que ce qu'on fera.

## Fiche technique
Sauf indication contraire, les informations mentionnées dans cette section peuvent être confirmées par la base de données cinématographiques IMDb,  présente dans la section « Liens externes ».
- Titre original et français : The Kid
- Titre québécois : Billy le Kid
- Réalisation : Vincent D'Onofrio
- Scénario : Andrew Lanham
- Musique : Latham Gaines et Shelby Gaines
- Photographie : Matthew J. Lloyd
- Montage : Katharine McQuerrey
- Décors : Edward McLoughlin
- Costumes : Ruby Katilius
- Production : Jordan Schur, Nick Thurlow, Sam Maydew et David Mimran
- Sociétés de production : Suretone Pictures et Mimran Schur Pictures
- Sociétés de distribution : Lionsgate (États-Unis), Metropolitan Filmexport (France)
- Pays d'origine : États-Unis
- Genre : western, drame semi-biographique, action
- Budget : 7 millions de dollars[3]
- Durée : 100 minutes
- Dates de sortie :
  - États-Unis : 8 mars 2019
  - France : 20 juin 2019 (directement en vidéo)

## Distribution
- Ethan Hawke : Pat Garrett
- Dane DeHaan : Billy the Kid
- Jake Schur : Rio Cutler
- Leila George : Sara Cutler
- Chris Pratt : Grant Cutler
- Adam Baldwin : Bob Olinger
- Vincent D'Onofrio : le shérif Romero
- Keith Jardine : Pete
- Tait Fletcher : Bill Cutler
- Jenny Gabrielle : Mirabel
- Chris Bylsma : Charlie Bowdre
- Clint Obenchain : Tom Pickett
- Chad Dashnaw : Dave Rudabaugh
- Charlie Chappell : Billy Wilson
- Joseph Santos : James George Bell
- Hawk D'Onofrio : Oran Moler
- Jenny Gabrielle : Mirabel
- Diana Navarrete : Manuela

## Production

### Genèse et développement
En avril 2017, il est annoncé que Vincent D'Onofrio réalisera un film sur Billy the Kid et qu'il interprétera également le shérif Romero. En juillet 2017, Dane DeHaan est officialisé dans le rôle du Kid. Chris Pratt rejoint la distribution en août 2017. En septembre 2017, Jake Schur est annoncé dans le rôle de Rio.
Ethan Hawke, Chris Pratt et Vincent D'Onofrio étaient déjà partenaires dans un autre western, Les Sept Mercenaires, sorti en 2016.
Vincent D'Onofrio dirige ici sa fille Leila George.

### Tournage
En octobre 2017, le tournage débuté dans la région de Santa Fe au Nouveau-Mexique.

## Sortie et accueil
Le film reçoit des critiques partagées. Sur l'agrégateur américain Rotten Tomatoes, il récolte 44% d'opinions favorables pour 45 critiques et une note moyenne de 5,3⁄10. Le consensus du site est « Bien filmé, bien interprété et bien intentionné, The Kid ne parvient pas toujours à se démarquer de la multitude d'autres westerns similaires ». Sur Metacritic, il obtient une note moyenne de 51⁄100 pour 15 critiques.
Sorti aux États-Unis le même jour que le blockbuster Captain Marvel, cette nouvelle adaptation du Kid passe totalement inaperçue et termine son premier week-end avec un box-office médiocre. Le film n'enregistre que 1 553 483 $ de recettes dans le monde. En France, il sort directement en vidéo.